# Coccinelle de Gotlib
Pour les articles homonymes, voir Coccinelle (homonymie).
La coccinelle est un personnage de bande dessinée créé par le Français Marcel Gotlib. Récurrente dans la Rubrique-à-brac, elle y commente l'action en arrière-plan, « pren[ant] systématiquement le contre-pied du récit ». Elle a fait l'objet en 1995 d'une série animée, La Coccinelle de Gotlib, où elle commente des œuvres d'art.

## Bande dessinée
La coccinelle apparaît pour la première fois dans l'hebdomadaire jeunesse Pilote, dans la série humoristique Rubrique-à-brac.
La coccinelle sert d'abord à remplir des cases qui, sans décor, paraissaient vides. D'abord muette, « elle s'est mise à parler, elle a eu un rôle à part entière, qui faisait que les gens lisaient deux fois chaque case. Certains étaient agacés, parce que ça parasitait. » Elle joue le rôle d'une sorte de chœur antique, commentant ou contredisant ce qui est raconté dans la case où elle-même se trouve ; elle représente aussi souvent le commentaire de Gotlib lui-même.

## Animation
En 1995, Michel Lieure produit et réalise une série de 65 dessins animés de 46 secondes mettant en scène la coccinelle face à diverses œuvres du canon artistique européen. Selon un chroniqueur d'Actua BD, Gotlib s'y montre « une fois de plus, comme le roi du détournement, caricaturant sans répit les plus grands succès de la culture populaire ».
Cette série animée débouche sur l'album Rubrique-à-brac Gallery en 1997, et sur un livre-DVD homonyme coécrit avec Bruno Léandri en 2006. Citel Vidéo a réédité les épisodes seuls en 2014.

### Documentation
- Bruno Léandri (ill. Gotlib), La Coccinelle de Gotlib, Paris, Seven sept, 2006, 48 p. (ISBN 2-9524109-6-8)Ce livre accompagne un DVD comprenant l'intégralité des épisodes de la série animée et 30 minutes d'interviews avec Gotlib.